# Споменик палим родољубима у ослободилачким ратовима Србије (1809-1918)
Споменик палим родољубима у ослободилачким ратовима Србије (1809-1918) подигнут је на главном градском тргу 1932. године за време краља Александра Првог Карађорђевића, са изразитом архитектонском структуром, као и већина спомен-обележја изведених у националном стилу током треће и четврте деценије и представља значајан јавни објекат у Власотинцу. Освештавање Споменика палим родољубима извшено је 18 септембра 1932.
Пројектант споменика је чувени руски архитектаНиколај Краснов који је у Србију дошао 1920. године и запослио се у архитектонском одељењу Министарства грађевине. Током рада у краљевини извео је више спомен-обележја у Србији и Македонији, а Црној Гори је реконструисао Његошеву капелу на Ловћену. У духу академског класицизма саградио је више административних палата у Београду, а у духу романтичарског историзма извео је Банску палату на Цетињу. Елементе српског стила употребио је за мањи број објекта.
Власотиначки споменик је у облику обелиска чије је стабло срасло са базом. Обелиск је монолитна академска композиција која се ка врху сужава, а врх завршава вишесегментном „капом“ разчлањеном малим лучним нишама. Облик „капе“ је већ виђено решење на старијим утилитарним грађевинама у националном стилу (капије, чесме, спомен-обележја).
База споменика има испусте за воду у облику лављих глава и са шкољкама за одвод воде. Складна композиција обогаћена је плитком ситном декоративном пластиком симболичког и хералдичког значаја коју је радио локални каменорезац Светозар Јанковић Желеце.
Упадљиво је да је споменик дело вештог академичара иако поседује „романтичарско надахнуће“. Статична композиција споменика плени својим достојанством и уздржаношћу и тиме испуњава своју свечану меморијалну функцију. По својој виткој силуети, једноставности маса и лакоћи власотиначки обелиск спада у репрезентативније србске меморијалне грађевине међуратног периода ( коме припадају споменици на Зејтинлику, Виду, Мачковом камену).
Данас је споменик подређен масивнијим зградама другачије стилске обраде и нема већи значај у композицији градског трга. Стоји као усамљени пример архитектуре националног стила у Власотинцу, отуђен од амбијента у коме нема стилски сродних грађевина.